# Nesvík
Nesvík (dánsky Nesvig) je vesnice na Faerských ostrovech. Leží na ostrově Streymoy. Administrativně spadá pod obec Sunda. Ve vsi od roku 2016 nikdo trvale nebydlí.